# Cotorra de Kramer
La cotorra de Kramer (Psittacula krameri) és un ocell originari de zones tropicals d'Àfrica i Àsia que va aparèixer a Catalunya a la dècada dels 1970. Actualment se la pot trobar a les àrees costaneres de la província de Barcelona tot i que recentment s'ha localitzat també en àrees de l'interior, com ara la ciutat de Girona. S'ha inscrit a la llista de les 100 espècies invasores més dolentes d'Europa.
El seu nom fa honor al naturalista austríac Wilhelm Heinrich Kramer.
No s'ha de confondre aquesta espècie amb la cotorreta de pit gris o cotorra argentina, que s'està implantant també, particularment a Barcelona, i com a mínim des del 2013 també a Girona.

## Descripció
Presenta dimorfisme sexual: els mascles adult tenen un collaret fi vermell que destaca sobre el plomatge verd; les femelles i els individus immadurs dels dos sexes o bé no tenen el collaret o bé el presenten d'un color gris pàl·lid.

## Distribució i expansió
La seva àrea de distribució original era una secció d'Àfrica entre el tròpic de Càncer i l'equador (parts de Marroc, Mauritània, Senegal, Guinea Bissau, Etiòpia, Djibouti, Somàlia), i el subcontinent indi i el sud-est asiàtic (Pakistan, el Nepal, Índia, Sri Lanka, Bangladesh, Myanmar i sud-est de la Xina), però s'ha anat introduint a altres parts del món, com ara moltes parts d'Europa.
Els principals nuclis reproductors a l'estat Espanyol són a Barcelona, Màlaga i València. L'Institut Català d'Ornitologia fa el recompte d'individus madurs establerts a Catalunya en 180-300 individus, i considera que l'especie "sembla en expansió, tot i que el nombre d'exemplars és encara petit", i per tant, a 2017, encara no ha arribat a un estat de plaga a Catalunya.
Durant la dècada del 2010, aquesta au ha posat en perill d'extinció al rat penat de l'espècie Nyctalus lasiopterus, el qual habita el Parc Nacional de Doñana (Andalusia).

## Enllaços externs

[http://www.xeno-canto.org/sounds/uploaded/OH38YHKJBS/Halsbandparkiet_Cromvliet_040709_850_2.mp3 Cant